# Les Bottes de Kouba
Pour plus de détails, voir Fiche technique et Distribution.
Les Bottes de Kouba est un film muet français réalisé par Georges Denola, sorti en 1911.

## Fiche technique
- Titre : Les Bottes de Kouba
- Réalisation : Georges Denola
- Scénario : Louis Mauzin
- Photographie :
- Montage :
- Producteur :
- Société de production : Société cinématographique des auteurs et gens de lettres (S.C.A.G.L)
- Société de distribution :  Pathé Frères
- Pays d'origine :  France
- Langue : film muet avec les intertitres en français
- Métrage : 195 mètres
- Format : Noir et blanc — 35 mm — 1,33:1 — Muet
- Genre : Comédie
- Durée :  6 minutes 30
- Dates de sortie :
  - France : août 1911

## Distribution
- Félix Gandéra : Kouba
- Andrée Pascal : Liska
- Jean Jacquinet
- Émile Mylo
- Émile André
- Jeanne Grumbach
- Herman Grégoire
- Cécile Barré